# Yosei Ozeki
Yosei Ozeki (japanisch 小関 陽星 Ozeki Yosei; * 18. April 2000 in der Präfektur Tokio) ist ein japanischer Fußballspieler.

## Karriere
Yosei Ozeki erlernte das Fußballspielen in der Schulmannschaft der Kanto Daiichi High School sowie in der Universitätsmannschaft der Toin University of Yokohama. Die Saison 2020 wurde er an den Regionallisten Toin University of Yokohama FC ausgeliehen. Mit dem Verein spielt er neunmal in der Kanto Soccer League (Div.2). Ende Juli 2022 wurde er von der Universität an den Drittligisten Fujieda MYFC ausgeliehen. Am Ende der Saison stieg der Verein aus Fujieda in die zweite Liga auf. Während der Ausleihe kam er jedoch nicht zum Einsatz. Nach der Ausleihe wurde Ozeki am 1. Februar 2023 fest von Fujieda unter Vertrag genommen. Sein Zweitligadebüt gab Ozeki am 13. Mai 2023 (15. Spieltag) im Auswärtsspiel gegen Shimizu S-Pulse. Bei der 5:0-Niederlage wurde er in der 84. Minute für Akiyuki Yokoyama eingewechselt. Nach neun Ligaspielen wechselte er im Januar 2025 zum Sechstligisten Shibuya City. Mit dem Verein spielt er in der Kanto Soccer League (Div.2).